# 尖頭外星族
《尖头外星族》（英語：Coneheads）是一部1993年美国科幻喜剧片，由史蒂文·巴伦执导，丹·艾克洛德、简·柯廷、米歇尔·伯克及迈克尔·麦基恩主演。后来大名鼎鼎的喜剧明星亚当·桑德勒作为小配角，也在其中贡献了精彩的表演。
《纽约时报》曾将本片推荐为最温馨有趣的喜剧之一。剧情主要讲述一个外星尖头家庭，由于任务失败，不得不滞留地球，并努力融入美国中产阶级的故事。丹·艾克洛德饰演外星人之家的大家长，简·柯廷饰演外星人太太，米歇尔·伯克饰演正值青春期的外星人女儿康妮，三口之家由于生活理念不同，矛盾重重、争吵不休；而迈克尔·麦基恩饰演的移民局官员，则随时准备毫不留情地将这些“非法移民”驱逐出境，因此也引发了不少趣事。